# Zeche Vereinigte Wülfingsburg
Die Zeche Vereinigte Wülfingsburg ist ein ehemaliges Steinkohlenbergwerk in Wetter-Grundschöttel. Das Bergwerk ist aus der Konsolidation von mehreren zuvor eigenständigen Berechtsamen entstanden.

## Bergwerksgeschichte
Am 18. Februar des Jahres 1837 konsolidierte die Zeche Wülfingsburg mit den Feldern Wülfingsburg fernere Maaßen und Glücksburg. Das Feld Glücksburg war am selben Tag als Geviertfeld verliehen worden. Das Bergwerk hatte zum Zeitpunkt der Konsolidation drei Schächte. Dies waren der Schacht Adolphine, der Schacht Maria und der Schacht Sylvia. Der Schacht Sylvia war der Hauptförderschacht, er war mit einer Dampffördermaschine ausgerüstet. Da das Grubenfeld genügend ausgerichtet war, fand seit dem Jahr 1839 zunächst keine weitere Ausrichtung des Grubenfeldes statt. Die Erweiterung des Bereichs um Schacht Silvia und der Grundstrecke wurde ebenfalls eingestellt. Im Jahr 1840 waren der Schacht Sylvia und der Schacht Maria in Betrieb. Die in den Abbauörtern 1 3/4 und Nr. 2 Süden abgebauten Kohlen wurden mittels Förderwagen mit einem Fassungsvermögen von zwei Scheffel zum Schacht gefördert. Dort wurden die Wagen angeschlagen und nach über Tage gefördert. Im Jahr 1844 wollte das Bergwerk gemeinsam mit der Zeche Trappe zum Tiefbau übergehen. Hierfür übernahmen die Gewerken von Vereinigte Wülfingsburg 1/5 der Kosten, die zum Abteufen des Schachtes Voerster und der anschließenden Ausrichtung des Grubenfeldes erforderlich waren. Im Jahr darauf war Schacht Sylvia in Förderung. Im Jahr 1847 wurde das Feld Glücksburg durch den Blumenthaler Erbstollen gelöst. Im Jahr 1850 waren der Schacht Adolphine und der Schacht Sylvia in Betrieb. Am 30. Dezember des Jahres 1853 konsolidierte die Zeche Vereinigte Wülfingsburg zur Zeche Vereinigte Trappe. Diese Konsolidation wurde jedoch rückdatiert auf das Jahr 1844, in welchem der gemeinsame Übergang mit der Zeche Trappe zum Tiefbau erfolgte.

## Förderung und Belegschaft
Die ersten bekannten Förderzahlen des Bergwerks stammen aus dem Jahr 1837, in diesem Jahr wurde eine Förderung von 9597 ⅜ preußische Tonnen Steinkohle erbracht. Die ersten bekannten Belegschaftszahlen des Bergwerks stammen aus dem Jahr 1838, in diesem Jahr waren 23 Beschäftigte auf dem Bergwerk, die eine Förderung von 3147 Tonnen Steinkohle erbrachten. Im Jahr 1840 wurde eine Förderung von 3536 Tonnen Steinkohle erbracht. Die maximale Förderung des Bergwerks wurde im Jahr 1845 erbracht, in diesem Jahr wurden knapp 6300 Tonnen Steinkohle gefördert. Die Belegschaftsstärke lag in diesem Jahr bei 44 bis 54 Beschäftigten. Im Jahr 1847 waren noch zwischen 30 und 50 Mitarbeiter auf dem Bergwerk beschäftigt, es wurden 5377 Tonnen Steinkohle gefördert. Dies sind die letzten bekannten Förder- und Belegschaftszahlen des Bergwerks.